# Хофер на Бота
Хоферът на Бота (Thomomys bottae) е вид бозайник от семейство Гоферови (Geomyidae).

## Разпространение и местообитание
Разпространен е в Мексико и САЩ.